# Gorenje Sušice
Gorenje Sušice so naselje v Občini Dolenjske Toplice.